# José María Álvarez de la Rosa
José María Álvarez de la Rosa, més conegut com a Recha, és un exfutbolista andalús. Va nàixer a Còrdova el 7 de juny de 1967. Ocupava la posició de migcampista.
El malnom de Recha prové del futbolista Carles Rexach.

## Trajectòria
Sorgeix del planter del Reial Betis, tot debutant a la primera divisió a la campanya 87/88, en la qual disputa 10 partits. L'any següent esdevé titular, i encara que el Betis baixa a Segona Divisió, hi juga 34 partits i marca dos gols.
Els anys següents l'equip sevillà alterna la Primera i la Segona Divisió. L'aportació del cordovès minva, passant a ser suplent, encara que disputa força partits.
En finalitzar la 91/92, no continua al Betis i milita en diversos equips de Segona B, com el Xerez CD, l'Almería CF, el Llevant UE o el Real Jaén.
Es retira a les files de l'Écija Balompié, equip en el qual va disputar la Segona Divisió la temporada 96/97.